# 人民革命党事件
人民革命党事件（じんみんかくめいとうじけん）または人革党事件（じんかくとうじけん）は、朴正煕政権下の大韓民国において、韓国中央情報部（KCIA）が社会主義性向のある個人を告訴した訴訟事件。事件は2度にわたって発生しており、被告は1964年の第一次事件では反共法で、1975年の第二次事件では国家保安法によって告訴された。
1975年4月9日に韓国大法院（最高裁）は被告8人に死刑を宣告し、判決から18時間後に刑を執行した。これは、司法による殺人事件であり、これらの事件は朴正煕時代の韓国における人権抑圧の事例として知られている。
2005年12月7日、大韓民国国家情報院は「人民革命党事件は朴正熙大統領の指示によって捏造されたもの」とする調査結果を公表した。これを受け、韓国司法当局は人民革命党事件に対する再審査を開始、2007年1月23日に死刑がすでに執行された8名全員に無罪の判決を言い渡した。

## 第一次事件
第一次事件は、1964年8月14日に発生した。この日、金炯旭KCIA部長は、都礼鍾、楊春遇ら革新系人士、報道関係者、学生など41人を検挙したと発表し、事件の「全貌」を公表した。
KCIAは「彼らは朝鮮民主主義人民共和国の朝鮮労働党から指令を受け、「人民革命党」（인민혁명당、人革党）なる反国家団体を組織し、各界の人士を集めながら国家事変を企てていた」と主張した。だが、実際に検察が裁判所へと起訴できた人数は13人のみで、しかも都礼鍾（ド・イェジョン、도예종）と楊春遇（ヤン・チュンウ、양춘우）以外の11人には下級裁判所で無罪が宣告された。しかし、最終的には最高裁判所（大法院）が、都礼鍾、楊春遇と他一人に対し懲役6年の有罪判決を、他の10人には懲役1年執行猶予3年の有罪判決を下し、司法判断が確定した。
当時、ソウル地方検察庁の公安部検事達は良心上から起訴に反対、起訴状への署名を拒否するとともに一部検事は辞表を提出した。しかし辞表は受理されて検察が独裁に協調するようになるきっかけになった。

## 第二次事件
1975年4月9日に発生した第二次事件は、韓国においては人民革命党再建委員会事件（인민혁명당 재건위원회 사건）として知られている。
1972年の朴正熙大統領による維新政府（独裁政権）の発足、及びに1973年の金大中事件により、1970年代前半の韓国では維新体制に反発する国内世論の勃興とデモの活性化が起きていた。そのような中、KCIAは「共産主義政権の樹立を狙う反政府団体」である全国民主青年学生総連盟（民青学連）関係者の摘発を開始し（民青学連事件）、その過程で1974年4月8日に国家保安法違反の嫌疑で都礼鍾を含む23人を逮捕した。彼等の罪状は、「人革党再建委員会を設立して人革党を再建し、民青学連の国家転覆活動を指揮したこと」とされていた。
1975年4月8日、大法院（最高裁判所）は都礼鍾と7人の被告人に死刑判決を宣告し、他の被告人には禁錮15年の有罪判決を下した。死刑囚の死刑執行は、判決からわずか18時間後の9日朝に執行された。

## 事件関係者
人民党事件では、以下の8名が死刑に処された。
- 徐道源（ソ・ドウォン、서도원）
- 金鏞元（キム・ヨンウォン、김용원）
- 李銖秉（イ・スビョン、이수병）
- 禹洪善（ウ・ホンソン、우홍선）
- 宋相振（ソン・サンジン、송상진）
- 呂正男（ヨ・ジョンナム、여정남）
- 河在完（ハ・ジェワン、하재완）
- 都礼鍾（ド・イェジョン、도예종）

1975年4月8日の裁判において、死刑判決を下した大法院（最高裁判所）判事は以下の8名である。彼等の中で、死刑判決の決定に際し少数意見を述べたのは李一珪（イ・イルギュ）判事だけだった。
- 閔復基（ミン・ボキ、민복기）大法院長
- 閔文基（ミン・ムンギ、민문기）大法院判事
- 安秉洙（アン・ビョンス、안병수）大法院判事
- 梁炳皓（ヤン・ビョンホ、양병호）大法院判事
- 韓桓鎭（ハン・ファンジン、한환진）大法院判事
- 朱宰璜（チュ・ジェファン、주재황）大法院判事
- 任恒準（イム・ハンジュン、임항준）大法院判事
- 李一珪（イ・イルギュ、이일규）大法院判事

## 事件の余波
第一次事件で韓国当局から有罪判決を受けた13人の中に李在汶（イ・ジェムン；이재문、1934年～1981年）がいた。彼は1974年の第二次事件の際に韓国当局の逮捕から逃れることに成功し、1976年に「南朝鮮民族解放戦線（南民戦）準備委員会」を結成して朴正煕政権に対する抵抗活動を持続させようとした。南民戦は資金難から社会的地位のある個人や公的機関に対する窃盗行為を繰り返し、1979年に韓国当局から摘発され消滅した（南民戦事件）。しかし、2006年に韓国政府は南民戦の活動を「朴正煕政権に対する民主化運動」とし、関係者の名誉を回復させている。

## 事件糾明の動き
事件発生当初から、事件関係者や民主化運動関係者を中心に、人民革命党事件が韓国政府、特にKCIAによる捏造事件であるとする疑惑が提起されていた。そのため、盧武鉉政権は2004年11月2日、「過去の事件の真実究明を通じた発展委員会」（呉忠一委員長）を韓国国家情報院に設置し、真相の究明に当たらせた。
委員会はおよそ1年に亘る調査を行ない、2005年12月7日に「人民革命党事件は朴正熙大統領の指示によって捏造されたもの」とする調査結果を公表した。これを受け、韓国裁判府は人民革命党事件の同年再審請求を12月27日に受け入れ、再審査を開始した。それから2年後の2007年1月23日、ソウル中央地裁は国家保安法違反などでソウル大学生ら8人が死刑となった「人民革命党事件」の再審判決で8人全員に無罪を言い渡した。遺族らは「32年ぶりに法的に名誉回復された」と歓迎した。また、同年8月21日には、遺族らが韓国政府に対しておこしていた国家賠償請求訴訟で、韓国政府に対し総額637億ウォンの損害賠償金を遺族らに支払うよう命じる判決を言い渡した。判決直後の記者会見で遺族は、（賠償金を）元に基金を作り、犠牲者追悼事業と人権・統一事業のために使っていくことを明らかにした。
2008年1月23日には人革党事件で懲役刑を宣告され服役した14名に対してもソウル中央地裁は無罪判決を言い渡した。